# Лейтон, Фредерик (предприниматель)
Фредерик Лейтон (англ. Frederick Layton; 1827 — 1919) — англо-американский предприниматель, коллекционер и меценат.

## Биография
Родился 18 мая 1827 года в небольшой деревне Little Wilbraham графства Кембриджшир, и был единственным сыном Мэри и Джона Лейтон.
В 1836 году семья переехала в местечко Great Wilbraham, где отец Фредерика основал небольшой деревенский мясной магазин и научил своего сына торговле. В 1842 году отец и сын эмигрировали в США. Проведя некоторое время в Буффало, штат Нью-Йорк, в 1843 году они приехали в штат Висконсин. Мэри Лейтон присоединилась к семье в 1847 году, когда остальные её члены уже жили в Милуоки.
Отец и сын основали свой первый дом и ферму в городе Раймонд, штат Висконсин. В 1845 году они начали торговлю мясом и открыли мясной рынок J&F Layton Meat Market в Милуоки. В 1849 году они приобрели большой участок земли и построили на нём трехэтажное кирпичное здание, которое служило им домом, а также как отель для гостей, путешествующих по дороге Janesville-Milwaukee Plank Road (ныне Forest Home Avenue). Отель Лейтонов стал популярным местом отдыха для фермеров, перевозящих пшеницу, так как дороги были в таком ужасном состоянии, что путешественники останавливались здесь на ночь, чтобы продолжить свое путешествие днём.
В 1852 году Фредерик Лейтон вместе с Джоном Планкинтоном создали совместное предприятие по упаковке свинины и говядины, назвав его Layton & Plankinton. Взяв кредит в $3000 в банке Marshall and Ilsley Bank, они построили построили бойню и упаковочное производство в Menomonee Valley, Милуоки, где был легкий доступ к озеру Мичиган и другим водным маршрутам. По мере роста бизнеса, Лейтон начал путешествовать за границу и создал сеть оптовых продавцов в Ливерпуле и Лондоне. При помощи крупных оптовиков Сэмюэля Пейджа и Джона Харгривса продукция Лейтона стала широко известна в Англии. Хотя бизнес Лейтона и Планкинтона успешно развивался, их пути разошлись, чтобы создать собственные компании. В 1861 году отец и сын Лейтоны создали свою упаковочную фабрику Layton & Co.
В 1865 году Фредерик Лейтон вместе с Джоном Планкинтоном, Samuel Marshall, Charles F. Ilsley и W. S. Johnson образовали Milwaukee Railway Company, поглотив компанию River and Lake Shore City Railway Company. Это способствовало более эффективной доставке скота и распространению мясной продукции. Джон Лейтон оставался главой завода Layton & Co до своей смерти в 1875 году, после чего им владел Фредерик Лейтон до своей отставки в 1900 году. Компания просуществовала до 1935 года, когда ликвидировала свои активы.
Умер Фредерик Лейтон 16 августа 1919 года в Милуоки. Был похоронен на городском кладбище Forest Home Cemetery.
За свою жизнь он совершил почти сто поездок через Атлантику, преследуя бизнес-интересы и собирая предметы изобразительного искусства в Лондоне и других столицах Европы. В 1999 году он был введён Зал Славы мясной промышленности Висконсина. В Милуоки есть две улицы, названные в его честь: Layton Avenue — создана в 1892 году; Layton Boulevard — образована в 1909 году.

## Личная жизнь и благотворительство
В 1851 году Фредерик Лейтон женился на Элизабет Энн Хейман (1830—1910), дочери Джоэла и Мэри Хейман, эмигрировавших в США из Девоншира, Англия, в 1836 году. Их свадьбу обслуживал преподобный Дэвид Кин, также английский эмигрант, который собрал гравюры, офорты и редкие книги. Н апочве общего интереса к искусству, Кин и Лейтон стали пожизненными друзьями.
В 1865 году Фредерик и Элизабет поселилась в доме, расположенном в Милуоки на улице 524 Marshall Street. Хотя бизнес Лейтона был весьма успешным и его богатые современники переезжали в большие резиденции, Фредерик с женой жили в своём доме до конца жизни. Жили они в спокойном стиле, избегая журналистов и вторжения в их личное пространство. Детей у них не было.

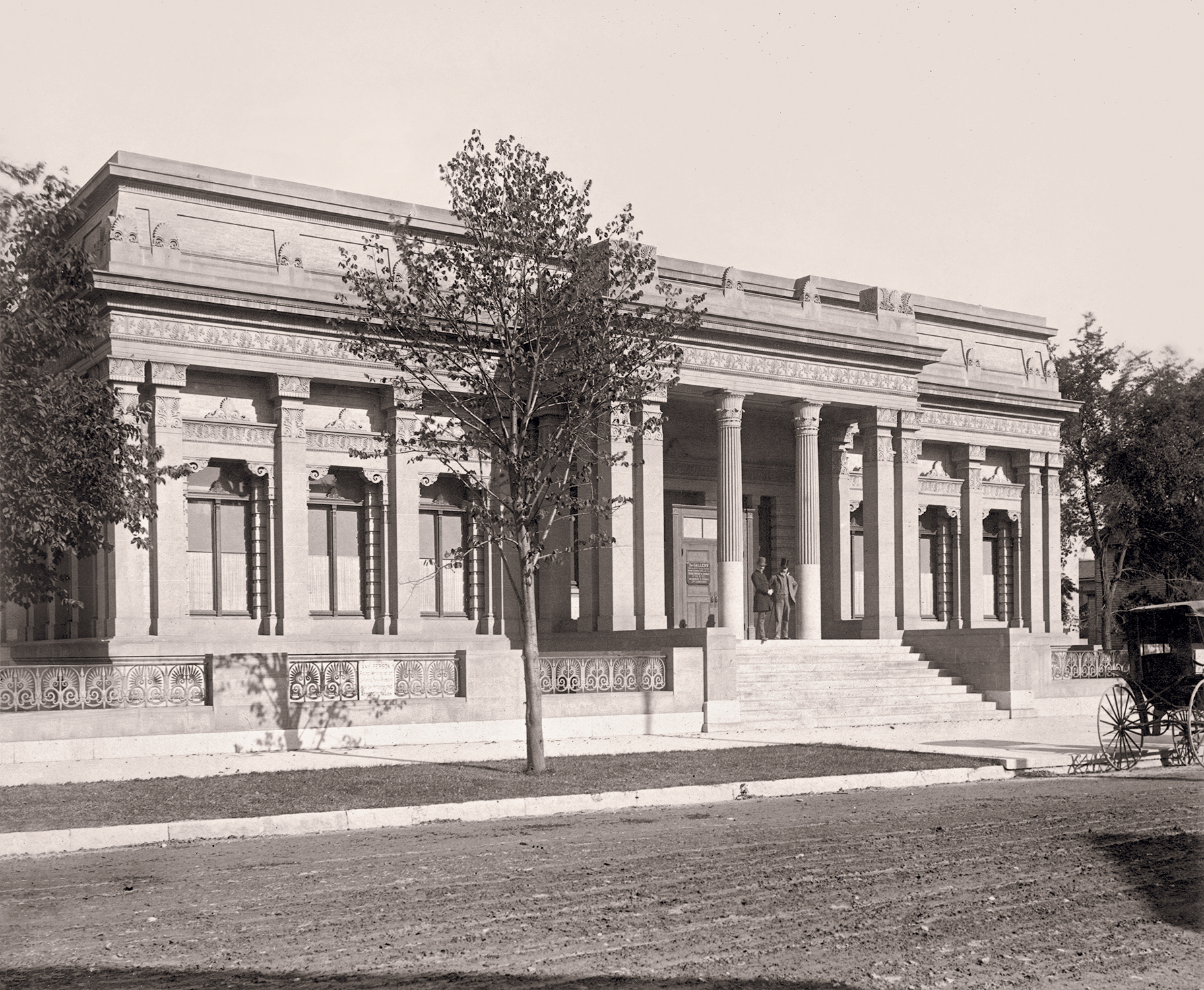
Здание Layton Art Gallery, 1888. Было снесена в 1957 году.

В 1883 году Фредерик Лейтон и Александр Митчелл, во время торжественного ужина в клубе Милуоки перед их поездкой в Европу, обсуждали вопрос по открытию художественной галереи для города Милуоки. Эта новость быстро распространилась в средствах массовой информации. Перед отплытием Лейтон нанял архитектора Джорджа Одсли, выходца из Шотландии, для проектирования галереи. Над её строительством вместе с Одсли работала местная фирма во главе с Эдвардом Миксом работала совместно с британским архитектором над строительством. В результате было создано одноэтажное здание, которое отличалась дизайном от других американских галерей того периода. Лейтон остался доволен построенным зданием, которое было названо Layton Art Gallery.
В сборе произведений искусства для галереи, Лейтон искал произведения известных художников своего времени, как американских (Уинслоу Хомер, Джон Кенсетт и др.), так и европейских (Вильям Бугро, Джеймс Тиссо и др). Их полотна стали первыми экспонатами галереи. Также в состав художественной коллекции вошли подарки от американских и международных спонсоров доноров, таких как Филип Армор, Фредерик Пабст, Джон Митчелл и других. Приобретая новые произведения искусства, Лейтон использовал свои деловые поездки за границу, посетив Англию, Францию, Италию, Швейцарию и Голландию. Большую помощь в его приобретениях оказала лондонская дилерская фирма Arthur Tooth & Sons. В работе художественной галереи принимала и жена Лейтона. Они решили, что она будет открыта несколько дней в неделю без взимания платы за вход, чтобы её экспонаты были доступны для студентов, изучающих искусство.
Фредерик Лейтон приложил свои усилия для создания ныне действующего Художественного музея Милуоки, когда его Layton Art Gallery вошла в Milwaukee Art Association и позже была объединена с коллекций Milwaukee Art Institute. Он стал в 1910 году первым вице-президентом Milwaukee Art Association. В апреле 1919 года он получил награду от Национального общества американских ученых (National Society of American Scientists) как один из первых промоутеров искусства в Соединенных Штатах. В 2004 году Лейтон был посмертно удостоен премии штата Висконсин — Wisconsin Visual Art Lifetime Achievement Award.

Портреты и фотографии Лейтона
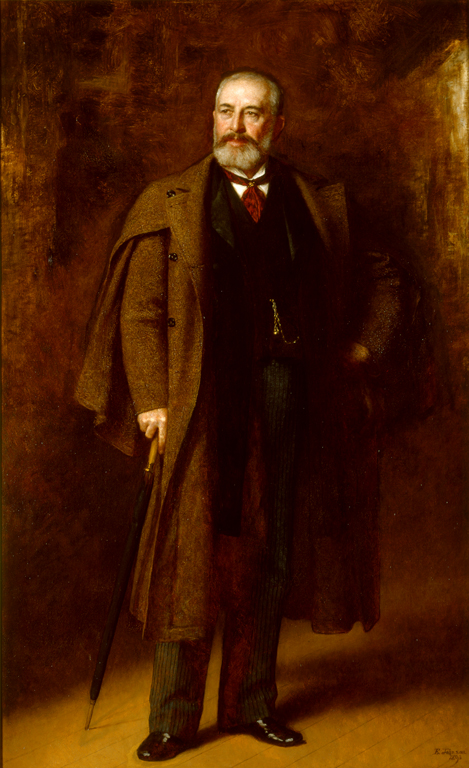
Портрет работы Истмена Джонсона (1893 год)
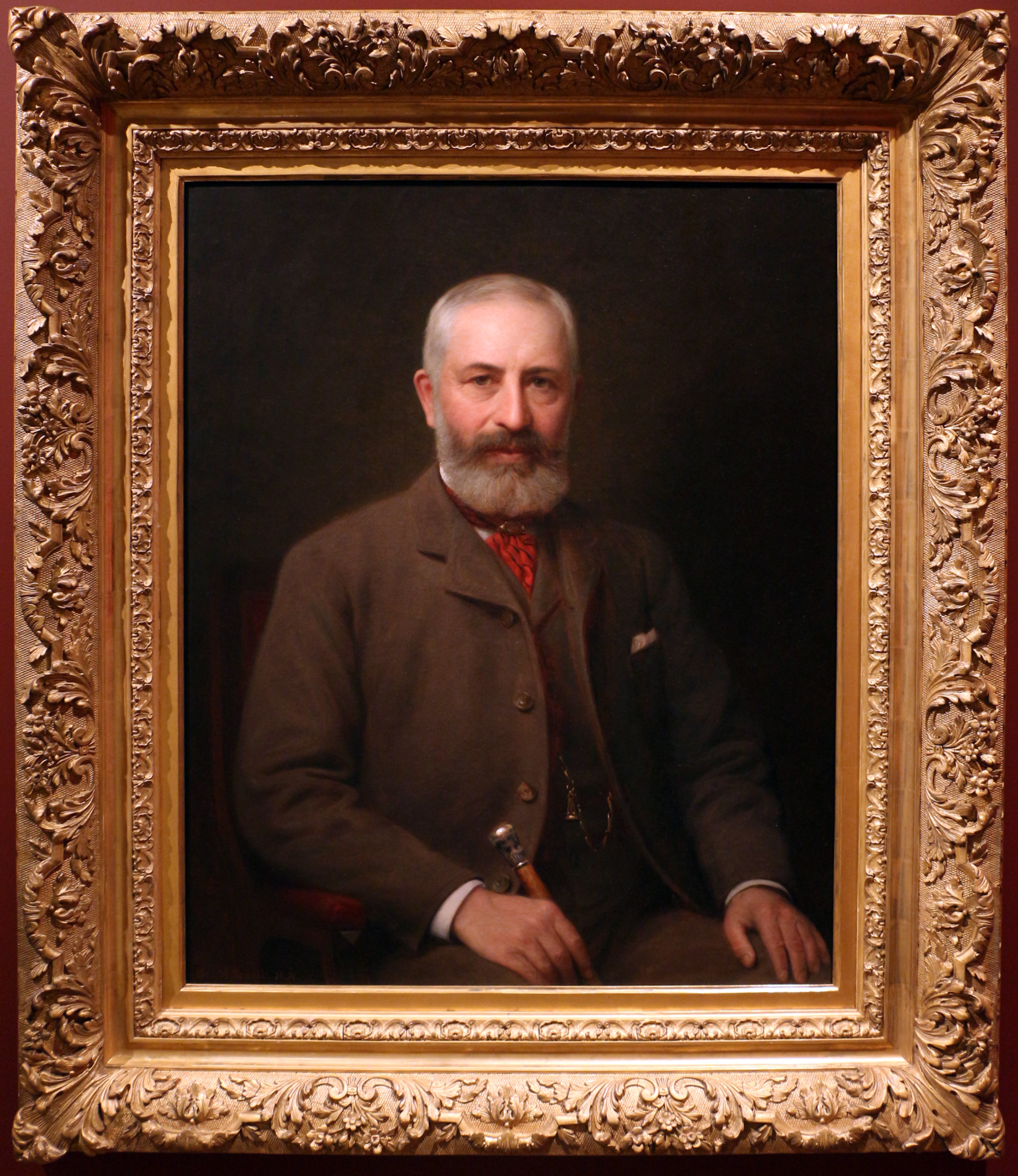
Портрет работы Джорджа Юэлла (1888 год)
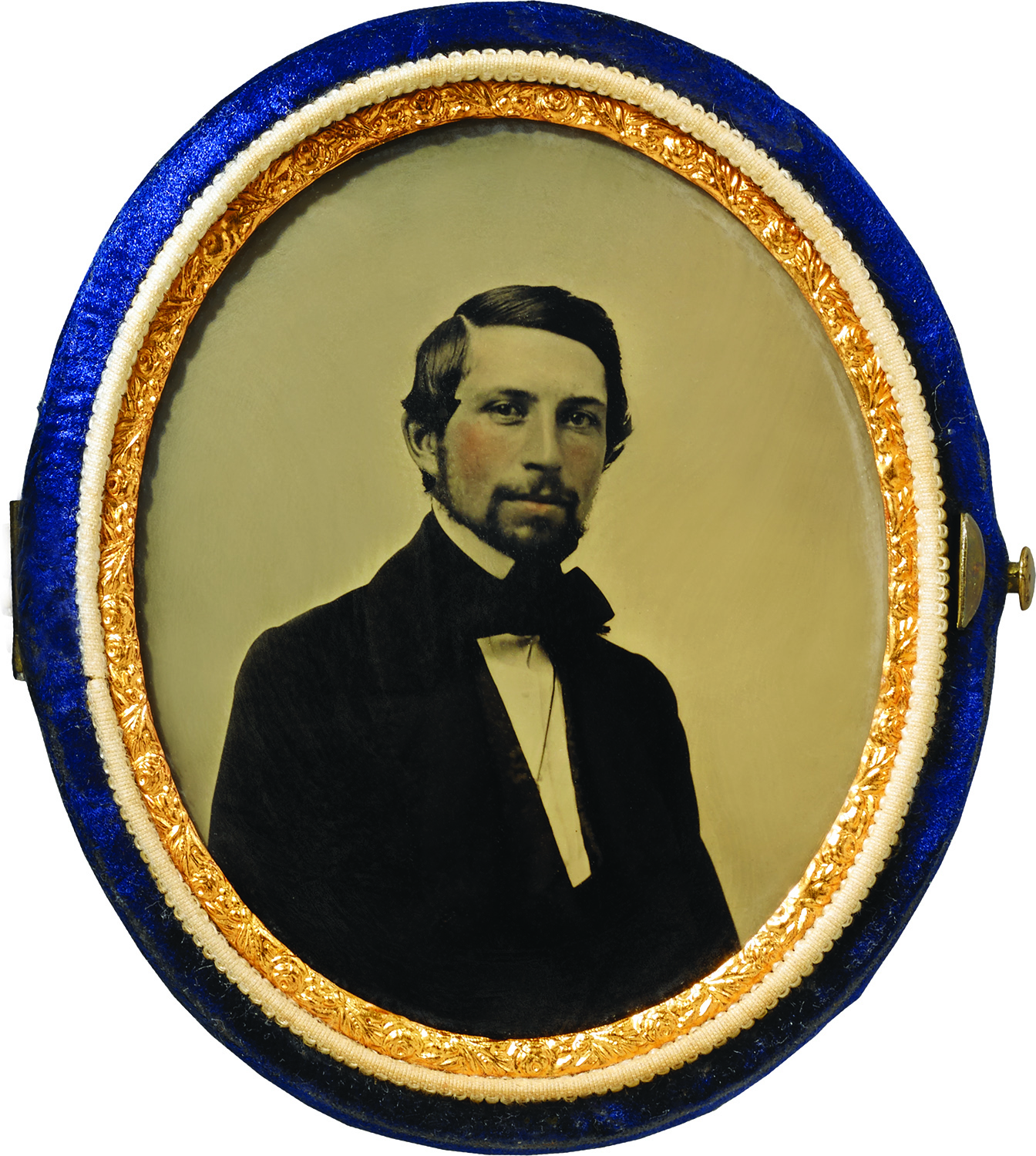
Амбротипия (ок. 1850 года)
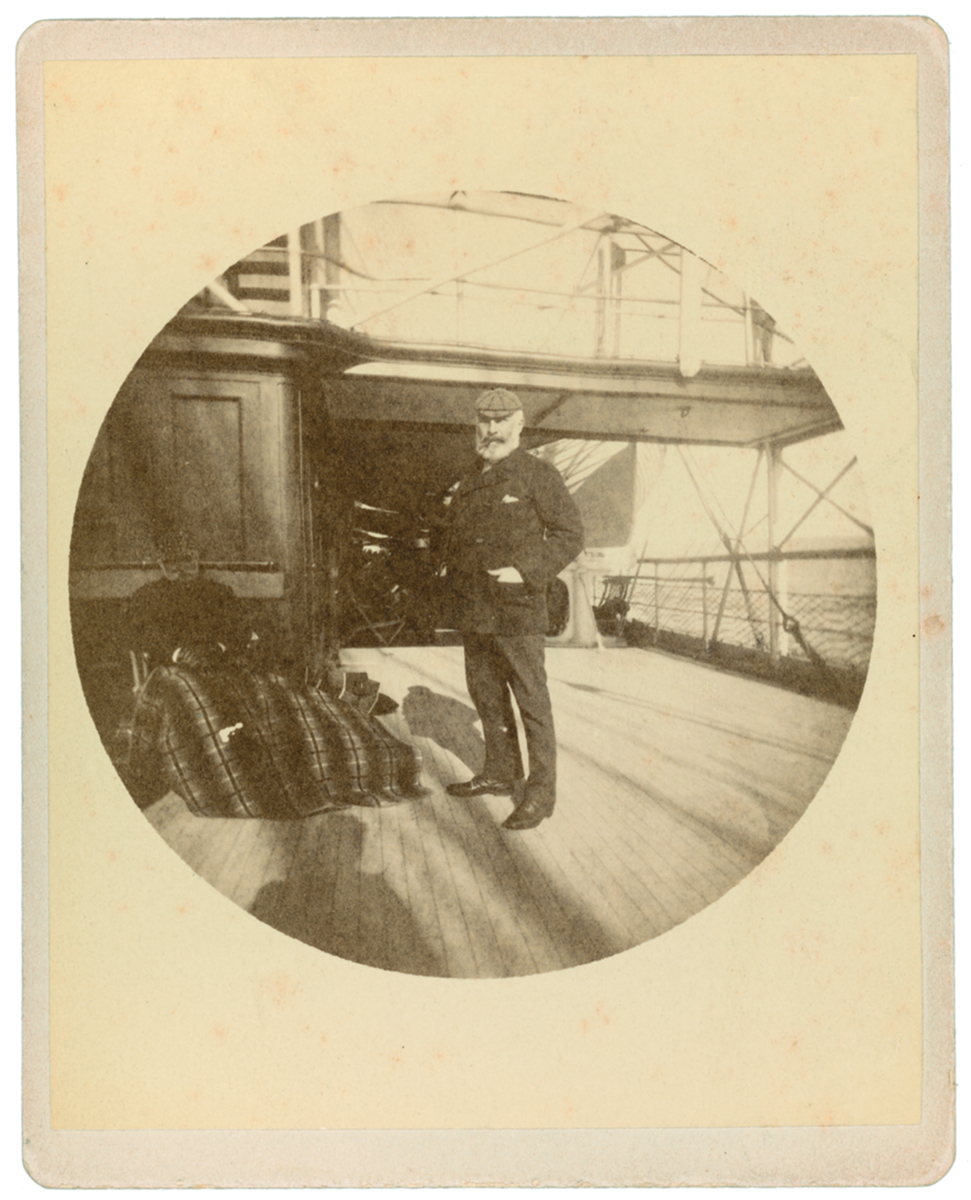
Кодак-фотография (1891 год)